# Leptanilloidinae
Los leptaniloidinos (Leptanilloidinae) son una subfamilia de las hormigas.

## Morfología

### Obreras
- Cabeza subrectangular. Mandíbulas triangulares alargadas; en vista lateral con el ápice doblado hacia abajo y con los márgenes basal y masticador distintas, reuniéndose en un ángulo suave (no marcado por diente); con un diente apical y de 7 a 8 dentículos preapicales.

- Fórmula palpal 2,2. Clípeo en vista frontal reducido a un pequeño triángulo, estrecho de adelante hacia atrás, especialmente en frente de los alvéolos antenales; margen anterior con una seda media y debajo con una lamela fina, frecuentemente transparente, proyección anterior triangular. Carenas frontales verticales y muy bajas, bordeando medialmente los alvéolos antenales, éstos en el plano del eje transverso de la cabeza; carena frontal algunas veces distinta una de la otra anteriormente entre los alvéolos, aunque aun así estos están muy cerca y en algunas especies forman una única pared vertical; alvéolos antenales en vista frontal siempre expuestos.

- Antenas de 12 segmentos, escapo alargado alcanzando la longitud media de la cabeza; en vista frontal cuello estrecho uniendo el bulbo condilar del escapo antenal a la base del escapo recto, sin formar un ángulo agudo o sin desviarse hacia abajo; región anterior de la base del escapo, doblada hacia afuera; segmentos del funículo más anchos hacia el ápice antenal, aunque sin formar un mazo. Diente lateral romo sobre las genas, sobrepasando las mandíbulas, muy pequeño y no proyectado como en Asphinctanilloides anae. Ojos ausentes. Margen del vértex presente, pero no muy marcada.

- Sutura promesonotal presente y flexible, distinta lateral y dorsalmente, aunque el perfil dorsal del alitronco puede ser plano; pronoto capaz de movimiento en relación con el mesonoto. Propodeo sin dientes o ángulos, con los espiráculos a mitad de longitud del lado del esclerito. Lóbulos propodeales ausentes. Abertura de la glándula metapleural lateralmente en la esquina posterior inferior de la metapleura, escondida detrás por una pestaña cuticular translúcida dirigida ventralmente y proyectada posteriormente. Cavidades metacoxales cerradas; ánulo cuticular que rodea cada cavidad ancho, completo, no discontinuo medioventralmente y sin una sutura flexible atravesando el ánulo, desde la cavidad coxal hasta la cavidad en la cual el pecíolo se articula. Glándula metatibial ausente; surco basitarsal ausente. Espolón simple y pequeño sobre la mesotibia; espolón sobre la tibia posterior triangular, ampliamente pectinado. Uñas simples. Segmento abdominal 2 (pecíolo) con fusión tergosternal. Esterno del pecíolo con un margen posterior simple y articulación simple al postpecíolo. Prescleritos del segmento abdominal 3 (helcio) fusionados, al menos posteriormente; presternito del helcio grande y convexo, sobresaliendo ventralmente y así no esté cubierto por los pretergitos, visible en especímenes montados; tergo del helcio sin muesca o impresión anterior en su margen dorsal. Segmento abdominal 3 (pospecíolo) con fusión tergosternal, aunque con una sutura visible. Espiráculos sobre el lado del pospecíolo situados hacia delante o hacia la distancia media del segmento.

- Sistema estridulatorio abdominal ausente. Segmento abdominal 4 (segmento gastral 1) con prescleritos claramente definidos y diferenciados de los postescleritos, aquellos ajustándose apretadamente dentro del extremo posterior del tercer segmento abdominal. Segmentos abdominales 4 al 7 no fusionados, con espiráculos no escondidos por los márgenes posteriores de los segmentos que los preceden y visibles sin distensión del gaster.

- Pigidio (tergo del segmento abdominal 7 o segmento gastral 4) extremamente reducido a un esclerito pequeño en forma de U, el cual está sobrelapado por el tergo del segmento abdominal 6 (segmento gastral 3), convexo, sin dientes o ángulos; hipopigio (esterno del segmento abdominal 7) recto y aplanado. Aguijón presente, no reducido.

- Placa espiracular en forma de diamante; conexión media esclerotizada, margen posterior continuo con la placa anal y conexiones de la placa cuadrada; sin muesca dorsal; apodema anterior reducido, esquina posteroventral proyectada en dirección ventral como un tubérculo claramente definido; espirácilo muy grande, cubriendo casi la mitad de la placa; sin lóbulo posterodorsal. Placa cuadrada rectangular, larga, estrecha; cuerpo reducido, como mucho con el tamaño del apodema; margen anterior del apodema sin una hinchazón esclerotizada; esquina anterodorsal prominente, aguda, de alguna forma proyectada en Leptanilloides biconstricta; margen posterior continuo. Placa anal muy grande, triangular, usualmente ancha en la base, no dividida en placas pequeñas como en Leptanilla, con ápice atenuado, no muy esclerotizado y nunca con una seda larga, aunque con varias sensilas microtriquias. Placa triangular alargada, su longitud al menos dos veces su ancho; siempre con procesos dorsoapical y ventral, pero nunca con tubérculos medio y dorsal. Apodema anterior de la placa oblonga bien desarrollado, largo y débilmente esclerotizado, con fin romo; 3 a 4 sensilas intervalvifer; postincisión distinta en algunas especies, aunque esta nunca alcanza el margen dorsal del brazo posterior; algunas especies carecen de postincisión; brazo ventral corto y no tan esclerotizado como el resto de la placa; brazo fulcral pequeño, tuberculado, visible sólo en algunas especies. Gonostilo fusionado al brazo posterior de la placa oblonga a través de su ancho, amplio, sin una seda larga; varias sedas microtriquias y dos sensilas largas en la presunta unión del gonostilo con el brazo posterior de la placa oblonga; sin una pestaña terminal membranosa.

- Lanceta con ápice agudo, ápice sin lengüetas, con las dos valvas. Fúrcula fusionada a la base del aguijón; sin brazo dorsal. Aguijón con base corta y aguda; base del aguijón con un par de sedas largas que casi alcanzan el ápice del aguijón, ápice del aguijón sin lengüetas; válvulas en la región media del aguijón, dentro de la cámara de la valva; carena basal confluente con la fúrcula (véase L. biconstricta); proceso articular corto, hacia la porción basal del bulbo del aguijón; proceso anterolateral corto, un poco anterior al proceso articular, en especial en L. biconstricta.

## Larvas
Las larvas, en cambio, poseen una forma leptanilloide (alargada, delgada y en forma de mazo), con un cuello pequeño (abarcando pronoto y mesonoto). Pelos del cuerpo lisos y sin ramificaciones, en su mayoría cortos, aunque unos pocos largos y ligeramente curvos. Cabeza piriforme. Antena de un segmento, subcilíndrica con dos sensilas terminales. Labro modificado y abultado, circular en vista frontal. Mandíbulas con dientes delgados, de punta aguda, dirigidos hacia afuera.